# Nomalonia henicoides
Nomalonia henicoides är en tvåvingeart som beskrevs av Hesse 1956. Nomalonia henicoides ingår i släktet Nomalonia och familjen svävflugor. Inga underarter finns listade i Catalogue of Life.